# Fluvitrygon signifer
Fluvitrygon signifer is een vissensoort uit de familie van de pijlstaartroggen (Dasyatidae). De wetenschappelijke naam van de soort is voor het eerst geldig gepubliceerd in 1982 door Compagno & Roberts.